# Suujärv
Suujärv är en sjö i sydöstra Estland. Den ligger i Lasva kommun i landskapet Võrumaa, 220 km sydost om huvudstaden Tallinn. Suujärv ligger 71 meter över havet. Arean är 0,08 kvadratkilometer och sjöns största djup är 6 meter.